# Schwarzschulterlori
Der Schwarzschulterlori (Eos cyanogenia) auch Blauohrlori ist eine Papageienart aus der Gattung der Rotloris.

## Merkmale
Die Grundfärbung des Schwarzschulterlori ist ein leuchtendes rot. Ein breites, dunkelblaues Band reicht von den Augen bis zum oberen Ohrdeckenbereich. Die Körperseiten sind mit schwärzlichen Flecken bestückt. Die Oberflügeldecken sind genauso wie die Schulterfedern, die Handschwingen, die mittleren Schwanzfedern und die Schenkel schwarz. Ein schmaler, ebenfalls schwärzlicher, nackter Augenring umgibt die orangerote Iris. Die Füße sind dunkelgrau und der Schnabel orange. Die Farbzeichnung ist bei Männchen und Weibchen gleich. Jungtiere haben ein unregelmäßiges purpurschwarzes leicht verwaschenes Gefieder. Ihr Schnabel ist dunkel.
Schwarzschulterloris können eine Gesamtgröße von bis zu 30 cm erreichen.

## Verbreitung und Lebensraum
Schwarzschulterloris sind auf den Inseln der Cenderawasih-Bucht, insbesondere den Schouten-Inseln, in Westneuguinea beheimatet.
Man findet sie häufig in den Küstengebieten und es ist offensichtlich, dass sie die Bergwälder im Inneren der Inseln meiden. Regelmäßig sind sie auch auf Kokusnussplantagen zu finden.

## Gefährdung
Die Zahl der in freier Wildbahn lebenden Schwarzschulterloris wird derzeit auf ca. 6500 geschätzt. Die International Union for Conservation of Nature and Natural Resources (IUCN) stuft den Schwarzschulterlori auf Grund des kleinen Verbreitungsgebietes und der Abnahme des Bestandes, in hohem Maße durch Fänge für den Handel und den weiteren Verlust des Lebensraums, als gefährdet (Vulnerable, VU) ein. Dies dürfte sich jedoch demnächst ändern, da die Zahl der freilebenden Schwarzschulterloris weiter sinkt. Er ist im Washingtoner Artenschutzübereinkommen (CITES) im Anhang II aufgeführt.

## Lebensweise
Schwarzschulterloris ziehen außerhalb der Brutzeit in kleinen Schwärmen nomadisierend umher. Es sind gesellige, nicht scheue Tiere, die auch schon in der Nähe von Dörfern gesehen wurden. Sie fliegen unter den Baumkronen und ihr Flug ist schnell. Die Rufe sind ein hohes Kreischen, ähnlich dem des Gebirgsloris (Trichoglossus haematodus), jedoch abrupter und nicht so lang. Über die Ernährung in freier Natur ist genauso wie über das Brutverhalten nichts bekannt. Die Eier haben eine Größe von 29,0 mm × 23,8 mm.

## Gefangenschaft
Obwohl der Schwarzschulterlori zwischen 1960 und 1990 teilweise in großen Mengen nach Argentinien, Japan, Deutschland und vor allem die Vereinigten Staaten importiert wurde, handelt es sich heutzutage um einen verhältnismäßig selten in menschlicher Obhut anzutreffenden Papageien. Die Nachzucht ist unter anderem aufgrund der anspruchsvollen Anforderungen an die Nahrung bisher nur bei wenigen Paaren geglückt.